# Генеральный директор
Генеральный директор (англ. director-general или general director, нем. Generaldirektor) — директор, высшая административная должность, широко используемая во многих государствах и странах мира, но, иногда, в различных значениях. 
Согласно определениям российских терминологических словарей (напр. «Словаря современных экономических терминов» 2008 года), это руководитель крупной многопрофильной государственной, коммерческой либо некоммерческой организации, заместители которого, возглавляющие отдельные подразделения или направления деятельности организации, выступают в роли директоров. Однако на практике термин «генеральный директор» часто используется в агентствах, предприятиях, фирмах и пр. независимо от их размера и наименования должностей заместителей руководителя.

## Страны с британской экономической моделью
Аналогичной генеральному директору должностью в странах с англосаксонской экономической моделью (США, Великобритании и пр.) является Chief Executive Officer (CEO). Должность относится ко второму уровню управления в компаниях с акционерной собственностью (англ. public companies) — административному, то есть реально управляющему. К этому уровню относятся подчинённые CEO — Chief Operating Officer (COO), Chief Financial Officer (CFO) и другие ответственные руководители компании (англ. officers of the company). Иногда, в иерархии бизнеса для обозначения этого уровня должностей используется термин executive — ответственное руководство, управленцы стоящие выше менеджеров (англ. managers). Обычно (например, в банках) executive и менеджеры называются officer, в отличие от staff — обычных сотрудников.
Фактически для каждого конкретного агентства, предприятия, фирмы и пр. функции CEO определяются уставом организации (англ. articles of association, articles of incorporation) и её внутренними правилами (англ. by-laws) и во многом зависят от структуры определённой компании. Поэтому должность CEO может обозначать как первого человека компании, так и лишь одного из её директоров, выполняющего определённые обязанности.

## Россия
По российскому законодательству название должности лица, имеющего право действовать от имени юридического лица без доверенности определяется Уставом юридического лица, при этом учредители не ограничены в выборе этого названия и могут дать любое название, например: Генеральный директор, Директор, Управляющий, Администратор, Начальник, Глава, Председатель, Президент, Заведующий, Шеф, Главный врач (в учреждениях здравоохранения), Ректор (в ВУЗах), Главный редактор (в организациях профессиональной журналистской деятельности) и т. д.
Генеральный директор — наиболее часто используемое название единоличного исполнительного органа коммерческой организации (акционерного общества, общества с ограниченной ответственностью, унитарного предприятия и т. п.). Деятельность (ответственность и компетенция) единоличного исполнительного органа организации регламентируется российским законодательством, в частности Федеральными законами о различных формах коммерческих организаций. В некоторых из них, например, в ФЗ «Об акционерных обществах», название единоличного исполнительного органа (Генеральный директор или Директор) указывается напрямую, как бы подсказывая, как лучше назвать должность первого лица (в ФЗ «Об обществах с ограниченной ответственностью» наряду с вариантом «Генеральный директор» упоминается и такое название как «Президент»). «Генеральный директор» является наиболее привычным обозначением первого лица в организации, что часто вызывает ошибки при оформлении документов (если должность первого лица в конкретном случае называется по-другому).

## Пресса
В Москве издаётся два журнала, целевой аудиторией которых являются руководители организаций: с 2005 года «Генеральный директор. Управление промышленным предприятием» (издательства «Панорама», ISSN 2075—1036) и с 2006 года «Генеральный директор» (издательства «Бизнеском», ISSN 1817-6372).